# Operacija Džungla
Operacija Džungla bio je obavještajni program britanske obavještajne službe MI6 u ranoj fazi hladnog rata. Operacija je trajala od 1949. godine do 1954. godine. Cilj operacije bio je tajno ubacivanje obavještajnih agenata u Poljsku i baltičke države. Uz britanske obavještajce plan je bio ubaciti određeni broj agenata otpora koji su bili državljani Poljske, Estonije, Latvije i Litve. Agenti su trenirani u obavještajnim centrima diljem Ujedinjenog Kraljevstva i Švedske. Agenti su se trebali pridružiti anti-sovjetskom pokretu otpora unutar okupiranih država (unutar okupiranih država bilo je nekoliko različitih skupina koje su pružale otpor Sovjetima, a najpoznatije su Cursed soldiers i Forest Brothers). U operaciji je sudjelovala britanska kraljevska ratna mornarica i određeni dijelovi Njemačke mornaričke postrojbe za uklanjanje mina (njem. Deutscher Minenräumdienst). U operaciji su sudjelovali i agenti obavještajne agencije Ghelen Org, odnosno agencije koju su 1946. godine uspostavile Sjedinjene Američke Države unutar sovjetskih okupiranih zona u NDR-u.
KGB je proveo uspješne kontra operacije i zarobio, odnosno ubio veliku većinu agenata. MI6 prekinuo je operaciju 1955. godine zbog povećanog gubitka svojih agenata i sumnje da je cijela operacija kompromitirana. Brodovi kojima su se služili agenti 1956. godine predani su Njemačkoj mornarici.

## Pozadina
Krajem 1940ih godina obavještajna agencija MI6 uspostavila je specijalni centar u Londonu (okrug Chelsea) kako bi obučila određeni broj agenata koji će se potom infiltrirati u Estoniju, Litvu, Latviju i Poljsku. Operacija je dobila kodno ime Džungla, a za glavne zapovjednike operacije postavljeni su direktor odjela za sjeverni dio Europe agencije MI6 Henry Carr i voditelj odjela za Baltik Alexander McKibbin. Estonsku grupu agenata predvodio je Alfons Rebane, estonski vojni zapovjednik koji je za vrijeme nacističke okupacije služio u više odjela tadašnjeg SS-a. Latvijsku grupu bio je vodio bivši časnik Luftwaffea Rūdolfsa Silarājsa, a litvansku grupu profesor povijesti Stasys Žymantas. Agencija Gehlen svoje je pripadnike novačila u istočnim državama, odnosno u baltičkim. Njihovi agenti transportirani su putem paravana da su agenti jedne britanske državne službe koja se bavila zaštitom ribara i ribarenja.

## Operacija
Operacija se tijekom godina odvijala u nekoliko navrata. Prvi transport agenata dogodio se u svibnju 1949. godine kada su se u gradu Kielu u brodove ukrcala šestorica agenata. Vožnja brodom trajala je oko 6 sati, a u 10:30 po lokalnom vremenu brod se nalazio sjeverno od litvanskog lučkog grada Klaipėda. Agenti su se iskrcali u more svega 300 metara od obale te se uputili put obale. Ovo je bila inicijalna faza operacije koja je uspješno završena.
Ohrabreni uspjehom ove akcije, MI6 izveo je još nekoliko sličnih operacija. 1. studenog 1949. godine dva agenta iskrcala su se u latvijski grad Ventspils. 12. travnja 1950. godine tri agenta iskrcana su na isto mjesto dok su se iste godine još dva agenta iskrcala u jednu od baltičkih zemalja.
Druga faza odvijala se od 1950. do sredine 1952. godine. Nova lokacija polaska i ukrcavanja agenata bilo je ribarsko selo Finkenwerder pokraj Hamburga. U ovoj fazi agenti su se transportirali pod paravanom da su službenici agencije za zaštitu ribara (eng. British Baltic Fishery Protection Service). Ova operacija uključivala je dodatnu fazu vizualnog i elektroničkog izviđanja baltičke obale, odnosno od Estonije do granica NDR-a (zbog toga su na brodove postavljeni dodatni spremnici goriva i elektronički senzori za prikupljanje obavještajnih podataka). Tijekom ove faze uspješno su obavljena 4 ukrcaja i iskrcaja, 16 agenata stupilo je na tlo dok ih je 5 ukrcano na brodove.
Tijekom posljednje faze operacije posadi dotadašnjeg operativnog brzog broda pridružila su se još četiri. 1955. godine, tijekom elektroničkog izviđanja obale, došlo je do kratke potjere i obračuna između sovjetskih ophodnih brodova i brodova obavještajne službe MI6. Jedan britanski brod pretrpio je štetu.

## Sovjetsko djelovanje
Sovjetska protuobavještajna djelovanja bila su izrazito uspješna. Informacije vezane za akcije agencije MI6 prikupljali su od skupine sovjetskih špijuna raspoređenih diljem Ujedinjenog Kraljevstva (poznatiji kao Cambridge Five). U opsežnoj protuobavještajnoj akciji Lursen-S, KGB je zarobio i/ili ubio 42 agenta koji su stupili na baltički teritorij. Većina preživjelih agenata pretvorena je u dvostruke agente koji su se potom infiltrirali u baltičke pokrete otpora te ih značajno oslabili.